# Cheza
María Echezarreta Fernández (Avilés, 19 de julio de 2001), más conocida como Cheza, es una futbolista española formada en las categorías inferiores del C. D. Femiastur y Real Oviedo Femenino. Juega como portera  en la Liga Profesional de Fútbol Femenino (LPFF) en el Sevilla F.C. [](España). También es internacional con la selección femenina de fútbol de España en sus categorías inferiores.

## Trayectoria

### Inicios en España
Desde los 4 años compartió actividad deportiva con el ballet clásico, la natación y el surf, una de sus grandes pasiones y deporte que actualmente continua practicando. Deportista destacada en todas las modalidades compitiendo en todas ellas dejando muy buenos resultados.
María Echezarreta empezó a jugar al futbol de manera más constante a partir de los 6 años cuando pasó a formar parte del equipo del Colegio San Fernando de Avilés.
A los 10 años pasó a formar parte del club CD Femiastur, edad a la cual también es convocada con la Real Federación de Fútbol del Principado de Asturias para jugar los campeonatos nacionales con la selección sub-12.
A la edad de 12 años pasó a ser la portera titular de la selección sub-16 de Real Federación de Fútbol del Principado de Asturias consiguiendo el subcampeonato Nacional siendo la jugadora más joven de todo el torneo y parando 2 penas máximas en la final que se decidió a penaltis contra Cataluña.
En la temporada 2012-13 paso ser jugadora del 1er equipo de CD Femiastur.
En el año 2014 su actividad deportiva se acelera teniendo que jugar con el 1er equipo de su club CD Femiastur, con la Real Federación de Fútbol del Principado de Asturias y con el Madrid CFF para disputar los torneos internacionales Lennart Johansson Academy Trophy  (Suecia) y Donosti Cup (San Sebastián, España) torneo en el que el equipo se alzaría con el subcampeonato .
Durante varios años “Cheza” continúa compaginando el futbol con el surf, deporte en el que se proclama subcampeona de Asturias sub-16 formando grupo de trabajo con su profesor Lucas García Cabrera, que también ejerce de seleccionador nacional. Con el CD Femiastur gana la liga infantil de futbol mixto, la liga regional con el 1er equipo, consigue el ascenso a la liga nacional absoluta y la Copa Federación en la categoría absoluta. Todo esto con tan solo 13 años.

### Oviedo Moderno (2015-2018)
Para la temporada 2015-16 ficha por el Oviedo Moderno. Este año ganan la liga con el ascenso a liga nacional y además, gana de nuevo la Copa Federación.
La Real Federación de Fútbol del Principado de Asturias la incorpora a la selección sub-18 para disputar los campeonatos nacionales siendo de nuevo la jugadora más del todo el campeonato nacional.
En 2016 es llamada por la Real Federación Española de Fútbol para disputar el torneo internacional Sub-16 en Portugal. Ese mismo año, con el Oviedo Moderno, el equipo se proclama campeón Liga  y Copa Federación siendo la portera menos goleada de la liga. Gracias a los resultados obtenidos, la Real Federación Española de Fútbol vuelve a contar con ella  para unirse a la sub-17 nacional.
Más tarde, en 2018, se proclama Campeona de Europa sub-19, recibiendo el premio a la mejor portera del campeonato, y entrando en el  11 ideal del torneo elegido por la UEFA. Ese mismo año con el Oviedo Moderno, se vuelve a proclamar campeona de Liga.

### Estados Unidos (2018-Actualidad)
Ese mismo verano de 2018, Cheza decide marcharse para continuar cosechando éxitos cruzando el charco y poniendo rumbo a Estados Unidos para estudiar a la vez que sigue compitiendo.
Allí pasaría a formar parte del equipo de Northfield Mount Hermon, donde, en su primer año como jugadora internacional, fue elegida como mejor portera de la liga. El buen desempeño y los resultados obtenidos rápidamente llaman la atención de Boston Breakers, equipo del estado de New England donde pasará a reforzar el equipo en invierno de 2018.
Poco después, aumenta sus logros con su equipo de Northfield Mount Hermon, volviendo a ser seleccionada como mejor portera, siendo incluida en el 11 ideal de la liga, mejor jugadora del equipo y seleccionada para participar en el ALL STAR WOMEN´S USA 2019.
El 2019, forma parte también de la selección Sub-19 de la Real Federación Española de Fútbol para disputar el campeonato de Europa de la  UEFA.
Ese mismo año termina sus estudios de bachillerato con honores y para a formar parte del equipo de soccer de North Carolina State.
A partir de marzo de 2020 y durante la pandemia del Covid-19,  Cheza ficha para el Atlético de Madrid equipo en el que estará hasta agosto de ese mismo año cuando decide regresar a Estados Unidos.
Durante el curso 2020-2021, es nombrada mejor jugadora de la semana MVP en todo el país, reconocimiento otorgado por TopDrawer Soccer y además, es seleccionada como una de las mejores jugadoras universitarias de primer año.